# 鹿渡駅
鹿渡駅（かどえき）は、秋田県山本郡三種町鹿渡字東二本柳にある、東日本旅客鉄道（JR東日本）奥羽本線の駅である。

## 歴史
- 1902年（明治35年）8月1日：国鉄の駅として山本郡鹿渡村に開業[2][3]。
- 1982年（昭和57年）3月20日：荷物扱いを廃止[4]。駅員無配置駅となり[5]、簡易委託化。
- 1987年（昭和62年）4月1日：国鉄分割民営化により、JR東日本の駅となる[3]。
- 1995年（平成7年）10月4日：駅舎を改築[6][7]。
- 2010年（平成22年）4月1日：八郎潟駅から土崎駅に管理駅が変更となる。
- 2015年（平成27年）10月1日：土崎駅から東能代駅に管理駅が変更となる。
- 2024年（令和6年）10月1日：えきねっとQチケのサービスを開始[1][8]。

## 駅構造
単式ホーム1面1線と島式ホーム1面2線、計2面3線のホームを持つ地上駅である。互いのホームは跨線橋で連絡している。
東能代駅管理の簡易委託駅である。駅舎は2階のミニシアター併設コミュニティ施設「楽しく集う青春館」と合築で、1階に窓口がある。

### のりば
| 番線 | 路線      | 方向 | 行先     |
| ---- | --------- | ---- | -------- |
| 1    | ■奥羽本線 | 下り | 青森方面 |
| 2・3 | ■奥羽本線 | 上り | 秋田方面 |

2番線は上下共用の待避線であり、貨物列車が入線することがある。

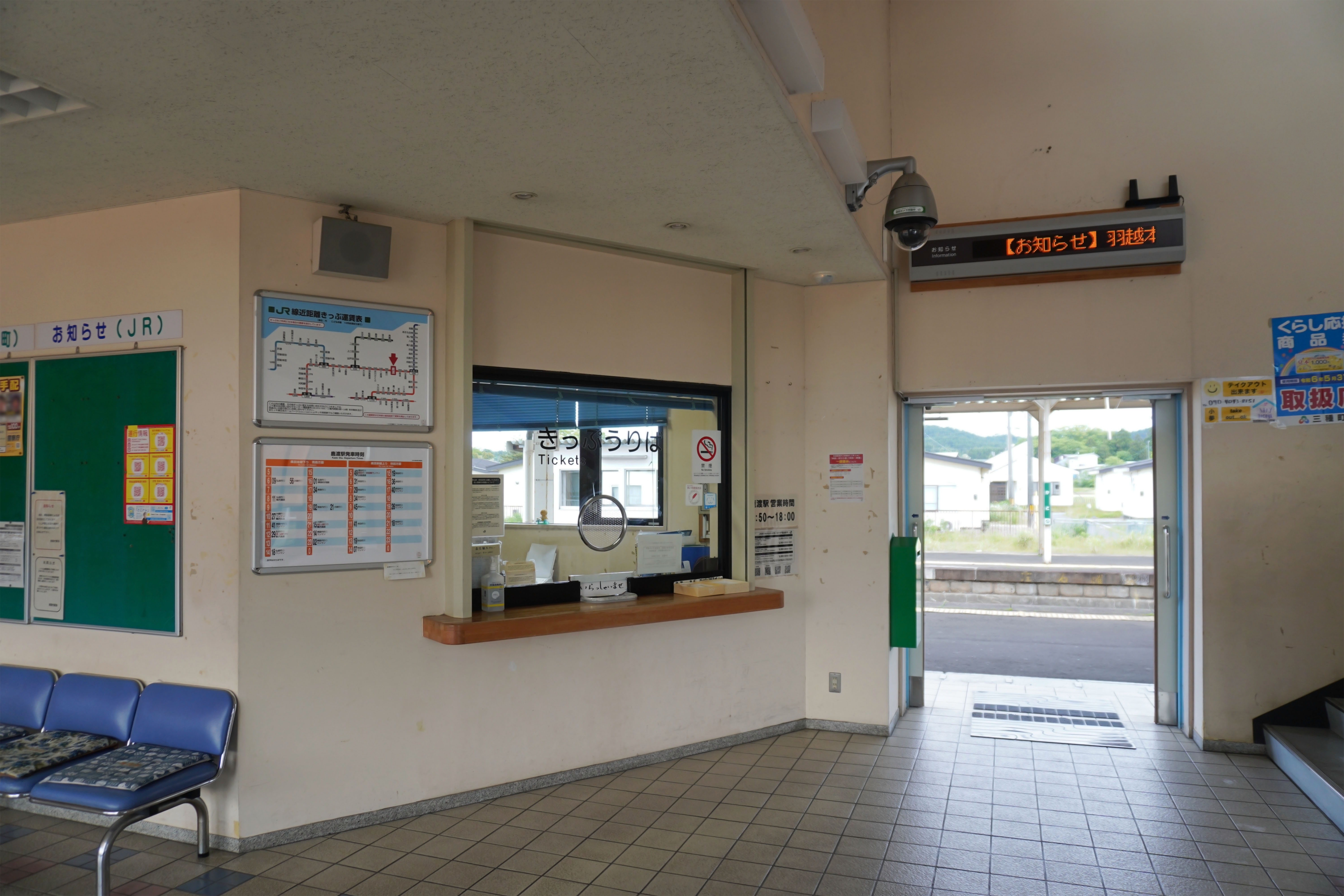
改札口と出札窓口（2024年5月）
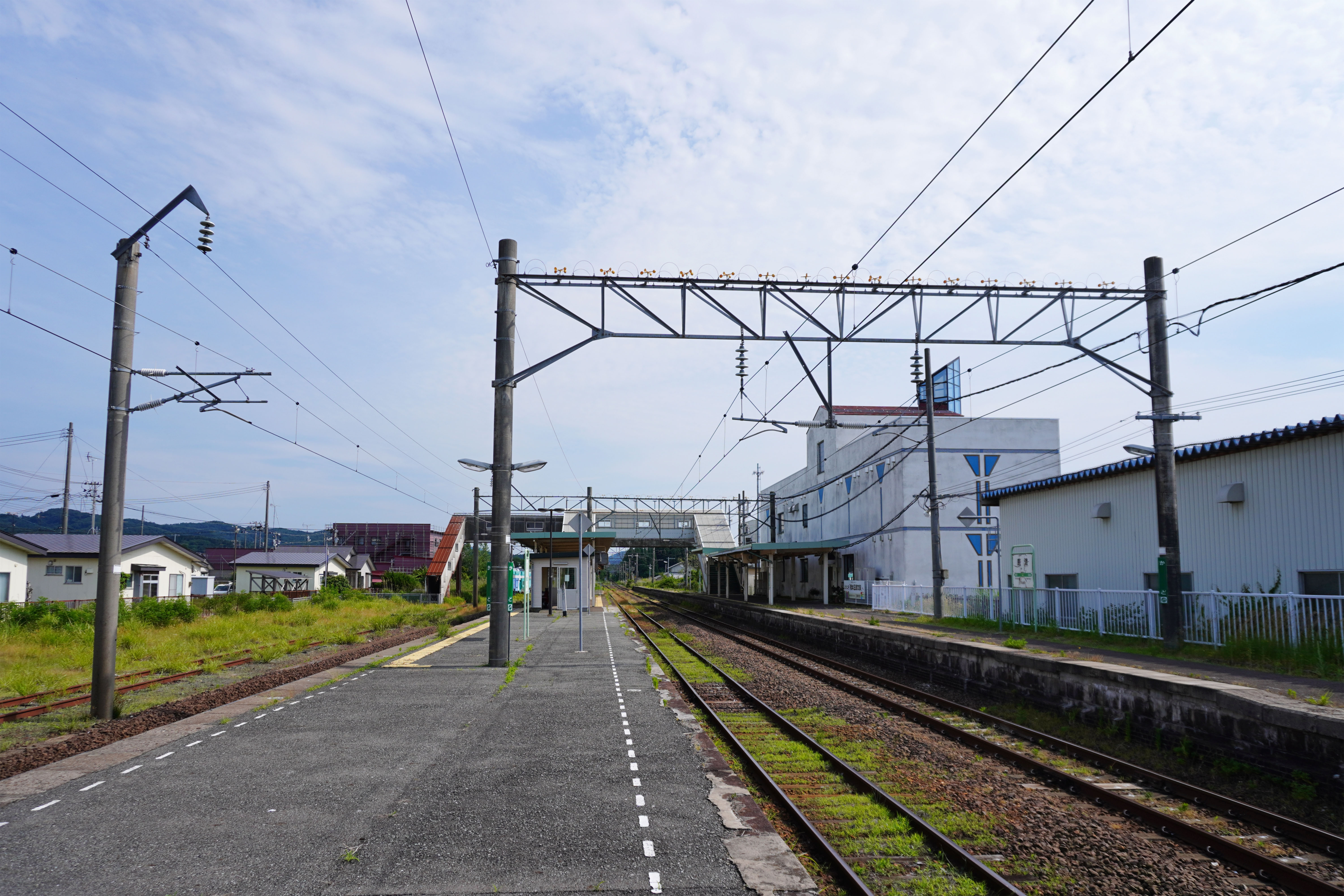
ホーム（2024年6月）

## 利用状況
JR東日本によると、2023年度（令和5年度）の1日平均乗車人員は111人である。
2000年度（平成12年度）以降の推移は以下のとおりである。
| 1日平均乗車人員推移 | 1日平均乗車人員推移 | 1日平均乗車人員推移 | 1日平均乗車人員推移 | 1日平均乗車人員推移 |
| 年度                | 定期外              | 定期                | 合計                | 出典                |
| ------------------- | ------------------- | ------------------- | ------------------- | ------------------- |
| 2000年（平成12年）  |                     |                     | 261                 | [ 利用客数 2 ]      |
| 2001年（平成13年）  |                     |                     | 249                 | [ 利用客数 3 ]      |
| 2002年（平成14年）  |                     |                     | 233                 | [ 利用客数 4 ]      |
| 2003年（平成15年）  |                     |                     | 223                 | [ 利用客数 5 ]      |
| 2004年（平成16年）  |                     |                     | 218                 | [ 利用客数 6 ]      |
| 2005年（平成17年）  |                     |                     | 207                 | [ 利用客数 7 ]      |
| 2006年（平成18年）  |                     |                     | 216                 | [ 利用客数 8 ]      |
| 2007年（平成19年）  |                     |                     | 217                 | [ 利用客数 9 ]      |
| 2008年（平成20年）  |                     |                     | 222                 | [ 利用客数 10 ]     |
| 2009年（平成21年）  |                     |                     | 197                 | [ 利用客数 11 ]     |
| 2010年（平成22年）  |                     |                     | 201                 | [ 利用客数 12 ]     |
| 2011年（平成23年）  |                     |                     | 187                 | [ 利用客数 13 ]     |
| 2012年（平成24年）  | 28                  | 161                 | 189                 | [ 利用客数 14 ]     |
| 2013年（平成25年）  | 29                  | 150                 | 180                 | [ 利用客数 15 ]     |
| 2014年（平成26年）  | 27                  | 129                 | 156                 | [ 利用客数 16 ]     |
| 2015年（平成27年）  | 26                  | 136                 | 163                 | [ 利用客数 17 ]     |
| 2016年（平成28年）  | 25                  | 132                 | 157                 | [ 利用客数 18 ]     |
| 2017年（平成29年）  | 25                  | 118                 | 143                 | [ 利用客数 19 ]     |
| 2018年（平成30年）  | 24                  | 110                 | 135                 | [ 利用客数 20 ]     |
| 2019年（令和元年）  | 23                  | 106                 | 130                 | [ 利用客数 21 ]     |
| 2020年（令和02年）  | 13                  | 103                 | 117                 | [ 利用客数 22 ]     |
| 2021年（令和03年）  | 13                  | 97                  | 110                 | [ 利用客数 23 ]     |
| 2022年（令和04年）  | 16                  | 94                  | 111                 | [ 利用客数 24 ]     |
| 2023年（令和05年）  | 18                  | 92                  | 111                 | [ 利用客数 1 ]      |

## 駅周辺
かつては駅東側に貯木場があり、上岩川まで森林鉄道が敷設されていた。
当駅周辺には、「ふぶき防止林」として鉄道林が整備されている。
- ことおか中央公園スカルパ
  - スカルパ野球場
  - 三種町琴丘総合体育館
- 大沢スキー場
- 羽根川森林公園
- サンサンパークコテージ村
- マックスバリュ琴丘店（イオン東北運営）
- 三種町琴丘地域拠点センター - 旧琴丘総合支所と旧琴丘公民館機能を統合して、新築発足した町の施設
- 三種町立琴丘中学校
- 三種町立琴丘小学校
- 琴丘郵便局
- 国道7号
- 道の駅ことおか・サンバリオ
- 秋田自動車道 琴丘森岳インターチェンジ
- 秋田銀行鹿渡支店
- 北都銀行三種支店
- 秋田やまもと農業協同組合本店

## バス路線
「鹿渡駅前」停留所にて、三種町ふれあいバス・巡回バスが発着する。
- 鹿渡線：八竜ふれあいセンター方面
- 森岳線：森岳駅方面
- 鹿渡地区ふれあいバス：山谷集会所方面
- 上岩川地区ふれあいバス（ぼんじゅーる号）：旧上小校舎前方面
- 鯉川地区ふれあいバス：小谷沢方面

## 隣の駅
東日本旅客鉄道（JR東日本）
■奥羽本線
□快速
通過
■普通
鯉川駅 - 鹿渡駅 - 森岳駅

### 記事本文
1. 1 2 3  「駅の情報（鹿渡駅）：JR東日本」東日本旅客鉄道。2024年8月26日時点のオリジナルよりアーカイブ。2024年9月10日閲覧。
2. 1 2 3 4 5 6 7 8 9  『週刊 JR全駅・全車両基地』 31号 青森駅・弘前駅・深浦駅ほか、朝日新聞出版〈週刊朝日百科〉、2013年3月17日、19頁。
3. 1 2 3  石野哲（編）『停車場変遷大事典 国鉄・JR編 Ⅱ』（初版）JTB、1998年10月1日、537頁。ISBN 978-4-533-02980-6。
4. ↑  「日本国有鉄道公示第159号」『官報』1982年3月20日。
5. ↑  「「通報」●奥羽本線鹿渡駅ほか4駅の駅員無配置について（旅客局）」『鉄道公報』日本国有鉄道総裁室文書課、1982年3月20日、4面。
6. ↑  「全面改築のJR鹿渡駅／秋田・琴丘町／併設の集会所完成」『河北新報』河北新報社、1995年10月4日。
7. 1 2  「奥羽線鹿渡駅新駅舎が完成」『交通新聞』交通新聞社、1995年10月17日、1面。
8. ↑  「Suicaエリア外もチケットレスで! 東北エリアから「えきねっとQチケ」がはじまります (PDF)」（プレスリリース）、東日本旅客鉄道、2024年7月11日。2024年8月6日閲覧。
9. 1 2  「JR東日本：駅構内図・バリアフリー情報（鹿渡駅）」東日本旅客鉄道。2024年7月6日閲覧。
10. ↑  「失われた鉄道＞能代営林署（岩川線）」秋田各駅停車の旅。2024年12月7日閲覧。[出典無効]
11. ↑  「「新しい鉄道林」植樹式の開催について (PDF)」（プレスリリース）、東日本旅客鉄道秋田支社、2015年8月28日。2024年12月7日閲覧。
12. ↑  「新しい鉄道林 鹿渡5号林の植樹式」青葉緑化工業。2024年12月13日時点のオリジナルよりアーカイブ。2025年7月19日閲覧。
13. ↑  「三種町ふれあいバス・巡回バス 時刻表 (PDF)」『三種町ふれあいバス・巡回バスについて（令和7年4月7日改正）』三種町、2025年4月7日。2025年7月19日閲覧。

### 利用状況
1. 1 2  「各駅の乗車人員 2023年度 101位以下（7）| 企業サイト：JR東日本」東日本旅客鉄道。2025年7月19日閲覧。
2. ↑  「JR東日本：各駅の乗車人員（2000年度）」東日本旅客鉄道。2025年7月19日閲覧。
3. ↑  「JR東日本：各駅の乗車人員（2001年度）」東日本旅客鉄道。2025年7月19日閲覧。
4. ↑  「JR東日本：各駅の乗車人員（2002年度）」東日本旅客鉄道。2025年7月19日閲覧。
5. ↑  「JR東日本：各駅の乗車人員（2003年度）」東日本旅客鉄道。2025年7月19日閲覧。
6. ↑  「JR東日本：各駅の乗車人員（2004年度）」東日本旅客鉄道。2025年7月19日閲覧。
7. ↑  「JR東日本：各駅の乗車人員（2005年度）」東日本旅客鉄道。2025年7月19日閲覧。
8. ↑  「JR東日本：各駅の乗車人員（2006年度）」東日本旅客鉄道。2025年7月19日閲覧。
9. ↑  「JR東日本：各駅の乗車人員（2007年度）」東日本旅客鉄道。2025年7月19日閲覧。
10. ↑  「JR東日本：各駅の乗車人員（2008年度）」東日本旅客鉄道。2025年7月19日閲覧。
11. ↑  「JR東日本：各駅の乗車人員（2009年度）」東日本旅客鉄道。2025年7月19日閲覧。
12. ↑  「JR東日本：各駅の乗車人員（2010年度）」東日本旅客鉄道。2025年7月19日閲覧。
13. ↑  「JR東日本：各駅の乗車人員（2011年度）」東日本旅客鉄道。2025年7月19日閲覧。
14. ↑  「JR東日本：各駅の乗車人員（2012年度）」東日本旅客鉄道。2025年7月19日閲覧。
15. ↑  「各駅の乗車人員 2013年度 ベスト100以外（8）：JR東日本」東日本旅客鉄道。2025年7月19日閲覧。
16. ↑  「各駅の乗車人員 2014年度 ベスト100以外（8）：JR東日本」東日本旅客鉄道。2025年7月19日閲覧。
17. ↑  「各駅の乗車人員 2015年度 ベスト100以外（8）：JR東日本」東日本旅客鉄道。2025年7月19日閲覧。
18. ↑  「各駅の乗車人員 2016年度 ベスト100以外（8）：JR東日本」東日本旅客鉄道。2025年7月19日閲覧。
19. ↑  「各駅の乗車人員 2017年度 ベスト100以外（8）：JR東日本」東日本旅客鉄道。2025年7月19日閲覧。
20. ↑  「各駅の乗車人員 2018年度 ベスト100以外（8）：JR東日本」東日本旅客鉄道。2025年7月19日閲覧。
21. ↑  「各駅の乗車人員 2019年度 ベスト100以外（8）：JR東日本」東日本旅客鉄道。2025年7月19日閲覧。
22. ↑  「各駅の乗車人員 2020年度 101位以下（8）| 企業サイト：JR東日本」東日本旅客鉄道。2025年7月19日閲覧。
23. ↑  「各駅の乗車人員 2021年度 101位以下（8）| 企業サイト：JR東日本」東日本旅客鉄道。2025年7月19日閲覧。
24. ↑  「各駅の乗車人員 2022年度 101位以下（8）| 企業サイト：JR東日本」東日本旅客鉄道。2025年7月19日閲覧。